# Književnost u 1917.
◄◄ | ◄ | 1914. | 1915. | 1916. | 1917.  | 1918. | 1919. | 1920. | ► | ►►
Arhitektura • Astronomija • Biologija • Film • Fotografija • Glazba • Kazalište • Kemija • Kiparstvo • Knjige • Književnost • Kršćanstvo • Meteorologija • Medicina • Planinarstvo • Politika • Pravo • Promet • Slikarstvo • Strip • Šport • Televizija • Znanost • Zrakoplovstvo • Željeznički promet
Književnost u 1917.

## Svijet

### Nagrade i priznanja
- Nobelova nagrada za književnost:

### Rođenja
- 17. lipnja – Gwendolyn Brooks, američka pjesnikinja i esejistica († 2000.)

## Hrvatska i u Hrvata

### Rođenja
- 17. listopada – Mak Dizdar, hrvatski i bošnjački pjesnik († 1971.)

## Vanjske poveznice
|  | Zajednički poslužitelj ima još gradiva o temi Književnost u 1917. |